# Nove de novembro (filme)
Nove de novembro é um filme galego do género drama, realizado e escrito por Lázaro Louzao. É o primeiro filme gravado na Galiza e em língua galega que retrata uma relação homossexual. Estreou-se a 24 de fevereiro de 2018 no Festival Zinegoak de Bilbau.

## Sinopse
Ambientado em 1989, no ano da queda do muro de Berlim, o filme narra os últimos quatro dias de um casal gay que começa a sua rutura após dez anos juntos.

## Enredo
- Ademar Silvoso como Roberto
- Brais Yanek como Miguel
- Sabela Arán como Loli
- Carlos Roma como telejornalista

## Produção
O filme foi financiado coletivamente através da plataforma em linha Verkami, e gravado na cidade da Corunha e no concelho de Xove.

## Controvérsias
A publicação do trailer do filme foi censurada pela rede social Facebook, que foi acusada de homofobia.